# Kromme IJssel
De Kromme IJssel is een kort riviertje in de Nederlandse provincie Utrecht. Het heeft een totale lengte van 2,75 km en valt binnen het Hoogheemraadschap De Stichtse Rijnlanden.
De Kromme IJssel begint in Nieuwegein en is een afsplitsing van de Hollandse IJssel, waar deze een scherpe bocht naar het noorden neemt bij de Doorslag. Het eerste stuk stroomt langs het IJsselbos, daarna gaat het onder de A2 door en loopt met een boog om het gebied Het Klaphek heen, alvorens het riviertje verder stroomt als de Enge IJssel.
De Kromme IJssel was vroeger een onderdeel van de Hollandse IJssel, toen deze nog bij Het Klaphek met de Lek was verbonden.